# More Than Friends
More Than Friends — песня румынской певицы Inna, записанная совместно с пуэрто-риканским рэпером Daddy Yankee. Это четвёртый сингл певицы, выпущенный из её третьего студийного альбома Party Never Ends. Он был написан датским композитором Thomas Troelsen и официально выпущен во всём мире 18 января 2013 года с сопровождающим видеоклипом, выпущенным на YouTube в этот же день и снятым на первую версию песни, записанную сольно, без вокала Daddy Yankee. Однако, другой видеоклип, снятый на вторую версию песни, записанную дуэтом с Daddy Yankee, был выпущен на YouTube 4 февраля 2013 года.

## Видеоклип
Тизер клипа More Than Friends был загружен на официальный канал Inna на YouTube 16 января 2013 года. Первый клип, снятый на сольную версию песни, был выпущен на YouTube 18 января 2013 года. Второй клип, снятый на дуэтную версию песни, был выпущен позже, 4 февраля того же года.
Действие в видео происходит на курорте. Несколько полуголых сёрферов спокойно прогуливаются по береговой линии. Над волнами тихо летают чайки. Инна вскоре появляется на вершине спасательной башни, одетая в облегающий купальник. Затем начинает играть музыка, и Инна начинает петь. Вскоре к ней присоединяются другие танцоры и сёрферы, и в видео начинается настоящая пляжная вечеринка с водяными пистолетами. Позже в клипе появляется Daddy Yankee в солнцезащитных очках, после чего начтупает ночь, а вечеринка продолжается в бассейне. Видео заканчивается после того, как Инна и её друзья-сёрферы прыгают в бассейн.

## Коммерческий успех
После того, как обе версии песни были отправлены на румынские радиостанции, а оба видеоклипа — на румынские телеканалы 18 января 2013 года, сингл More Than Friends быстро попал в Romanian Top 100. 3 февраля 2013 года он дебютировал на пятьдесят шестом месте, став лучшим дебютом недели. Затем, на следующей неделе сингл поднялся до сорок первого места. 20 февраля 2013 года More Than Friends опередил предшествующие ему синглы Tu Si Eu (№ 52) и INNdiA (№ 44) в чарте и достиг своего пика на двадцатом месте.

## Промоушн
More Than Friends — это первый международный сингл Inna из её третьего студийного альбома Party Never Ends. Он был отправлен на румынские радиостанции 18 января 2013 года.

## Участники записи
- Inna — вокал, создание
- Daddy Yankee — вокал, создание
- Thomas Troelsen — создание, аранжировка
- DJ Frank E — производство

## Чарты
| Чарт (2013)                         | Пик позиция |
| ----------------------------------- | ----------- |
| Бельгия (Ultratip Wallonia)         | 8           |
| Турция(Number One Chart)            | 10          |
| Нидерланды (Dutch Dance Top 30)     | 23          |
| Румыния (Romanian Top 100)          | 20          |
| Испания (PROMUSICAE)                | 7           |
| Аргентина (Singles Top 20)          | 1           |
| Болгария (Singles Top 20)           | 11          |
| Польша (Dance Top 50)               | 1           |
| Чили (Chile Top 100)                | 3           |
| Латвия(European Hit Radio)          | 5           |
| Финляндия (Suomen virallinen lista) | 24          |
| Франция (SNEP)                      | 92          |
| Словакия (IFPI)                     | 5           |
| (Venezuela Top 100)                 | 3           |

## История релиза
| Регион    | Дата                 | Формат                          | Лейбл         |
| --------- | -------------------- | ------------------------------- | ------------- |
| Румыния   | 18 января 2013 года  | мейнстрим, цифровая дистрибуция | Roton Romania |
| Польша    | 21 января 2013 года  | мейнстрим, цифровая дистрибуция | Roton Romania |
| Швейцария | 21 января 2013 года  | мейнстрим, цифровая дистрибуция | Roton Romania |
| Италия    | 31 января 2013 года  | мейнстрим, цифровая дистрибуция | Roton Romania |
| Германия  | 15 февраля 2013 года | мейнстрим, цифровая дистрибуция | Roton Romania |